# Cecilia Widegren
Cecilia Widegren, född 10 september 1973 i Västra Husby församling, Östergötlands län, är en svensk politiker (moderat). Hon är ordinarie riksdagsledamot sedan valet 2002, invald för Västra Götalands läns östra valkrets.

## Bakgrund
Widegren har arbetat som handläggare, turistvärdinna, turistbyråansvarig och drivit flera verksamheter.
Hon gick ut Katedralskolan i Skara 1993. Dessförinnan studerade hon vid Kingsburg High School i Kingsburg, Kalifornien, USA, med en examen 1991. Hon har studerat på politices magister-programmet vid Linköpings universitet. Hon har även studerat ekonomi och journalistik vid Hawaii Pacific University i Honolulu, Hawaii på ett ambassadorial-stipendium från Rotary International.
Före tiden som personvald riksdagsledamot var hon Regionstyrelsens ordförande tillika vice ordförande i Västra Götalandsregionen samt gruppledare för Moderaterna i Västsverige 1998–2002. Samtidigt var hon ledamot av Moderaternas partistyrelse. Widegren har varit folkvald i Skaraborgs läns landsting, Västra Götalandsregionen samt i kommunfullmäktige i Vara kommun, senast invald 2010, personvald med 6,04 procent.
Hon är kusin till politikern John Widegren.

## Riksdagsledamot
Widegren valdes in i riksdagen som personvald i valet 2002 med 2996 personröster (14 procent av de moderata rösterna i valkretsen) från Västra Götalands läns östra valkrets, Skaraborg.
I valet 2006 blev Widegren personvald, med 4827 personröster (12,88 procent). Även i valet 2010 blev hon personvald, med 5659 personröster (12,03 procent).
Som nybliven riksdagsledamot efter valet 2002 blev Widegren suppleant i finansutskottet, miljö- och jordbruksutskottet och, under några månaders tid, suppleant i skatteutskottet. I oktober 2005 blev Widegren ordinarie ledamot i finansutskottet, vilket hon förblev till efter valet 2006, då hon istället blev ledamot i socialutskottet och moderaternas talesperson i socialpolitiska frågor. Frågor som engagerar henne är omregleringen av apoteksmarknaden, vårdvalsreformen, patientsäkerhetsreformen samt patienträttigheter. I oktober 2008 motionerade Widegren bland annat om att införa en förkortad läkarutbildning för erfarna sjuksköterskor.
Arbetet ledde till att hon under flera år var på tio-i-topp i den årliga maktlistan över de mäktigaste personerna inom hälso- och sjukvården, publicerad i tidningen Dagens Medicin.
Widegren är fortsatt ledamot av Socialstyrelsens rättsliga råd. Widegren har även varit ledamot av Jordbruksverkets styrelse samt ledamot av Västra Götalands länsstyrelse. Hon har bland annat engagerat sig i frågor om djurskydd, djuromsorg, lönsamhet, hästrelaterade frågor och forskningsfrågor.
Andra frågor som engagerat Widegren är trygghet på landsbygden med fler poliser, utbyggnad av E20 (det ena av de två huvudstråken mellan Stockholm och Göteborg), lönsamhet för företagare inte minst på landsbygden, rättvisa villkor för friskvård, utbildning och fortsättningsutbildning av vårdpersonal, civil olydnad och lika villkor för Sveriges bönder.
Widegren har tillsammans med bland andra Fredrik Reinfeldt och Per Schlingmann skrivit boken "Stenen i handen på den starke" (ISBN 91-86194-14-3). I boken granskar och kritiserar de den civila olydnaden – vare sig den kommer från vänster eller höger.
Från hösten 2010 är Widegren försvarsutskottets vice ordförande tillika alliansgruppledare och moderaternas talesperson i försvar- och säkerhetspolitiska frågor. Engagemang för det nya försvaret, nya personalförsörjningsreformen, fler kvinnor till Försvarsmaktens olika yrken, säkerhetspolitiska aspekter på närområdet är flera frågor som jobbas aktivt med. Hon är även ledamot i Krigsdelegationen, ersättare i riksdagsstyrelsen, suppleant i utrikesnämnden, ordförande i Sveriges riksdags NATO-delegation, observatör vid Natos parlamentariska församling och ersättare i Nordiska Rådet sedan 2002. Förutom dessa uppdrag har Widegren i ett antal omgångar varit deputerad i sammansatta utrikes- och försvarsutskottet, bland annat som dess vice ordförande. I juli 2012 utsågs Cecilia Widegren av regeringen till ordförande för Försvarsberedningen. I oktober samma år utnämndes Cecilia Widegren av regeringen till ledamot av Försvarsmaktens styrelse.
Den 4 juli 2013 hävdade hon som representant för försvarsberedningen i en intervju att Rysslands försvar under många år legat på "väldigt låg nivå där det rostade sönder och mannarna inte fick mat" men att det sedan 2008 pågått "väldigt ambitiösa militära planer på att modernisera från väldigt låga nivåer" i ett "samhälle idag som har mycket korruption, negativ demografiskt utveckling och i sig behöver rejäl[a satsningar] på infrastruktur, skola och välfärd". Den 13 juli 2013 genomförde Ryssland världens största militärövning i modern tid där 160 000 man (att jämföras med de 100 000 som deltog i Zapad 1981 förflyttades över 3 000 mil i ett strategiskt övningsanfall mot Sachalin, en ö norr om Japan. Diskrepansen mellan försvarsberedningens rapport ledde till omfattande kritik av inte bara Widegren personligen utan även Moderaternas och därigenom hela Alliansens säkerhetsanalys och -politik.

## Böcker och publikationer
- Stenen i handen på den starke. En bok som kritiserar och granskar civil olydnad. 1995. Fredrik Reinfeldt, Per Schlingmann, Cecilia Widegren och Peter Samuelsson.
- Flitig skribent i dagstidningar, veckotidningar och fackmagasin.
- Bland annat reportage i tidningen Ridsport, Elle, Vecko Revyn, Socionomen, Dagens Medicin, Ny Teknik, tidningen Equipage, tidningen Hennes, Hästmagazinet, Vårt Försvar och Reservofficeren.

## Utmärkelser
- Utmärkelse och medalj från det amerikanska hedersförbundet Pi Sigma Alpha National Honor Society för universitetsstudier, 1998.[källa behövs]
- Utmärkelse och medalj från det amerikanska hedersförbundet NEA, the National Political Science Honor Society, för universitetsstudier, 1998.[källa behövs]
- Rotary International, Paul Harris Fellow-utmärkelse och medalj erhölls för insatser[förtydliga] inom Rotarys ambassadorial-stipendiatprogram i USA, den 6 juni 1998.[källa behövs]
- Tilldelad MarinKommandoVäst/Fo 32 hedersminnesmedalj för värdefulla insatser för Västkustens försvar, 1999.[19]

## Rankad i maktlistor
- Dagens Medicins årliga 100-lista över hälso- och sjukvårdens mäktigaste företrädare, åren 1999, 2000, 2001, 2007, 2008, 2009 plats: 10, 2010.
- Magasinet Hippsons årliga 50-lista över Häst-Sveriges mäktigaste företrädare året 2011. Ny med plats 30, som resultat av projektledarskap för Moderaternas utvecklingsprojekt ”Utan hästen Stannar Sverige”.[20]